# Terauchi Masatake
El comte Terauchi Masatake (en japonès 寺内 正毅, 1852 - 1919) va ser un membre de la Marina Imperial Japonesa i 18è primer ministre del Japó (9 d'octubre de 1916 - 29 de setembre de 1918).